# Hiodontiformes
Hiodontiformes é uma ordem de peixes com nadadeiras raiadas composta por duas espécies vivas da família Hiodontidae, e três gêneros extintos.
Eles são tradicionalmente classificados dentro da ordem Osteoglossiformes, uma classificação que algumas autoridades ainda seguem. O estudo fóssil do extinto gênero Yanbiania sugere que os Hiodontidae se separaram de outros Osteoglossomorpha precocemente e, portanto, podem merecer uma ordem separada.

## Taxonomia
- Ordem Hiodontiformes McAllister, 1968 sensu Taverne, 1979
  - Gênero †Chetungichthys Chang & Chou, 1977
    - †Chetungichthys brevicephalus Chang & Chou, 1977
    - †Chetungichthys dalinghensis Su, 1991

  - Gênero †Yanbiania Li, 1987
    - †Yanbiania wangqingica Li, 1987

  - Gênero †Plesiolycoptera Zhang & Zhou, 1976
    - †Plesiolycoptera daqingensis Zhang & Zhou, 1976
    - †Plesiolycoptera parvus ((Sytchevskaya, 1986) (syn Eohiodon (Gobihiodon) parvus Sytchevskaya, 1986)

  - Família Hiodontidae Valenciennes, 1846 sensu stricto
    - Gênero Hiodon Lesueur, 1818 [(syn: Amphiodon Rafinesque, 1819 non Huber, 1909; Hiodon (Amphiodon) (Rafinesque, 1819); Hiodon (Clodalus) Rafinesque, 1820; Clodalus (Rafinesque, 1820); Hiodon (Elattonistius) Gill & Jordan ex Jordan, 1877; Elattonistius (Gill & Jordan ex Jordan, 1877); Glossodon Rafinesque, 1818 non Heckel, 1843; Eohiodon Cavender, 1966)
      - Hiodon alosoides (Rafinesque, 1819)
      - †Hiodon consteniorum Li & Wilson, 1994
      - †Hiodon falcatus (Grande, 1979) (syn Eohiodon falcatus (Grande, 1979))
      - †Hiodon rosei (Hussakof, 1916) (syn Eohiodon rosei (Hussakof, 1916); Leucisus rosei Hussakof, 1916)
      - Hiodon tergisus Lesueur, 1818
      - †Hiodon woodruffi Wilson, 1978
      - †Hiodon shuyangensis Shen, 1989 (nom dubium, possivelmente um imaturo Phareodus)